# Podmojsce
Podmojsce (ukr. Підмостичі, Pidmostyczi) – wieś w rejonie samborskim (wcześniej w rejonie starosamborskim) obwodu lwowskiego Ukrainy. Wieś liczy około 174 mieszkańców. Leży nad rzekami Wiar i Wyrwa. Podlega truszowickiej silskiej radzie.
W 1901 w Podmojscach został pochowany dr Władysław Skalski. W drugiej dekadzie XX wieku był właścicielem dóbr Podmojsce był inż. Piotr Pindelski.
W 1921 liczyły około 286 mieszkańców. Przed II wojną światową należała do powiatu przemyskiego (gmina Hermanowice). Obok Zabłotców, jest to jedyna gromada gminy Hermanowice, która nie znalazła się w granicach Polski po II wojnie światowej.

## Ważniejsze obiekty
- Cerkiew św. Bazylego Wielkiego w Podmojscach - cerkiew greckokatolicka z 1853 r.